# Petru E. Pap
Petru E. Pap (n. 12 aprilie 1881, Lupoaia – d. 1945, Beiuș) a fost un delegat în Marea Adunare Națională de la Alba Iulia, organismul legislativ reprezentativ al „tuturor românilor din Transilvania, Banat și Țara Ungurească”, cel care a adoptat hotărârea privind Unirea Transilvaniei cu România, la 1 decembrie 1918.:p. 109:p. 204

## Biografie
Petru E. Pap a făcut studiile liceale la Beiuș, iar apoi, în 1902/1903, a început să studieze teologia ortodoxă la Arad. După absolvire, în perioada 1905-1907, a fost redactor al ziarului "Tribuna" din Arad, în timpul în care Sever Bocu s-a aflat in detenție. În perioada 1907-1908, a fost preot în Pocola. După 1918, funcționează ca protopop de Beiuș. De asemenea, a fost președinte al Consiliului pentru ridicarea monumentului martirilor români din Bihor. Petru E. Pop a decedat în 1945 la Beiuș.:p. 109

## Activitate editorială
A editat schița monografică "Din trecutul Beiușului".De asemenea, a colaborat la periodicele "Tribuna", "Biserica și Școala", "Românul", "Luceafărul", "Revista Teologică", "Lumina", "Voința", "Universul", "Legea românească", "Gazeta de Vest" și "Beiușul".:p. 109

## Activitatea politică

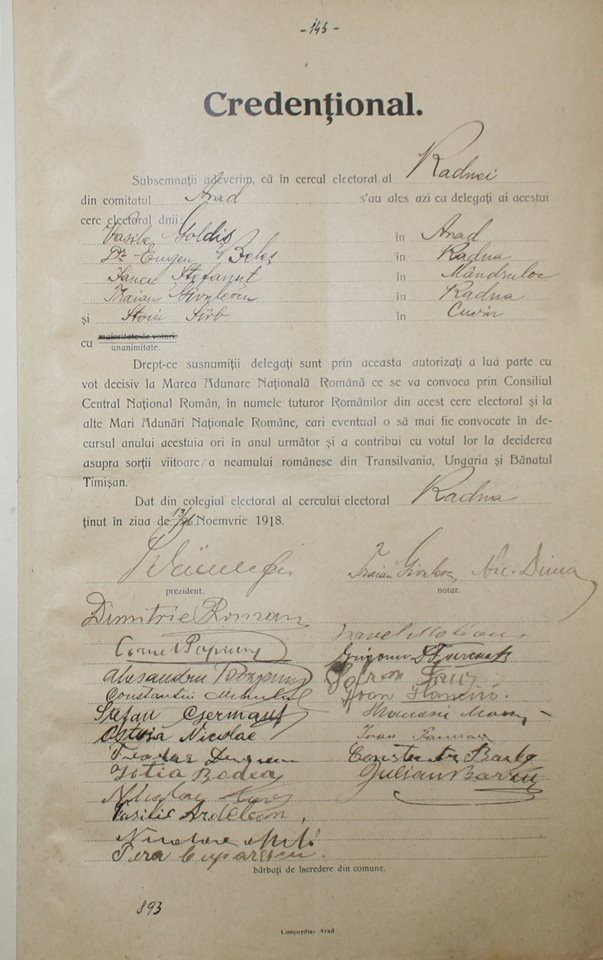
Credențional

La 2 decembrie 1918, a fost ales membru al Marelui Sfat Național.Ca deputat în Adunarea Națională din 1 decembrie 1918 a reprezentat, ca delegat de drept, Protopopiatul Beiuș.În Marele Sfat Național, a luat cuvântul în privința reformei agrare.După 1918, a fost ales deputat, pentru a reprezenta circumscripția Răbăgani.În 1926, a fost din nou ales deputat din partea Partidului Poporului, pentru a reprezenta județul Bihor.:p. 205

## Recunoașteri
A fost distins cu "Coroana României" și cu "Steaua României" în grad de ofițer.De asemenea, a fost decorat cu "Răsplata muncii pentru Biserică", clasa I.Episcopul Aradului l-a ridicat la rangul de iconom stragofor în 1936.:p. 109:p. 205